# Sonnenfinsternis vom 14. Dezember 2001
Die ringförmige Sonnenfinsternis vom 14. Dezember 2001 fand großteils über dem Pazifik statt. Erst am Ende überquerte die Zone mit ringförmiger Sichtbarkeit Mittelamerika.

## Verlauf
Die ringförmige Phase begann mitten im nördlichen Pazifik, etwas westlich der Datumsgrenze, daher nach Ortszeit eigentlich am 15. Dezember. Die Zone der ringförmigen Verfinsterung verlief zunächst in südöstlicher Richtung, das Maximum fand mitten im Pazifik um 20:51:75 UT statt. Kurz danach überquerte der Finsterniskorridor den Äquator und verlief östlich, drehte aber dann zunehmend nach Nordosten, so dass der Korridor bald wieder auf die Nordhalbkugel wechselte.
Kurz vor Ende der Finsternis überquerte die Zone mit ringförmiger Sichtbarkeit Costa Rica und Nicaragua, wo die Finsternis in den örtlichen Abendstunden des 14. Dezember zu sehen war. Sie endete kurz danach in der Karibik.
Partiell konnte die Finsternis neben einem Großteil des Pazifiks von Nord- und Mittelamerika sowie vom nordwestlichen Südamerika gesehen werden.